# Östen Mäkitalo
Östen Mäkitalo, född 27 augusti 1938 i Koutojärvi, Hietaniemi socken, död 16 juni 2011, var en svensk elektroteknikingenjör verksam som innovationsforskare och produktutvecklare inom telekommunikation. Östen Mäkitalo var en nyckelperson i framtagandet av NMT, världens första helautomatiska mobiltelefonisystem och grunden för den moderna mobiltelefonin, och han var också en av nyckelpersonerna i framtagandet av GSM.

## Uppväxt
Östen Mäkitalo kom från Tornedalen och växte upp i den lilla byn Koutojärvi i Norrbotten som saknade elektricitet tills han fyllde sju år.

## Utbildning och akademisk karriär
Mäkitalo tog civilingenjörsexamen 1962 och var parallellt med studierna under en tid anställd som övningsassistent och forskningsassistent vid Institutionen för fysik vid KTH. Han behöll några veckotimmar kvällstid vid övningslaboratoriet, när han därefter var anställd på Avdelningen för allmän radioteknik på Televerket/Telia. Denna omvandlades till Radioutvecklingssektionen 1968, där Mäkitalo blev avdelningsdirektör samma år. I början av 1970-talet antogs han som doktorand på KTH med teletransmissionsteori som huvudämne och matematik som biämne dock utan att disputera. Senare i livet innehade Mäkitalo en gästprofessur på KTH (2005 till 2011).

## Fortsatt karriär inom statliga bolag
Mäkitalo kom istället att leda ett antal exceptionella forsknings- och utvecklingsprojekt på Radiolaboratoriet som skapades 1975 på Televerket och där Mäkitalo 1977 blev dess chef och överingenjör. Åren 1991–1996 var han VD för Telia Research AB, mellan 1996 och 2005 arbetade han som CTO på Telia, senare på Telia Mobile och därefter som Senior vice president på Telia Sonera Mobile Business.
Mäkitalo var en av nyckelpersonerna bakom NMT, vars systemuppbyggnad gav en ny typ av mobiltelefoni som möjliggjorde bred introduktion och som också kallats "första generationens mobiltelefoni". Mäkitalo var också en av nyckelpersonerna i framtagandet av GSM och MBS (Mobilsökning) som utvecklades vid Radiolaboratoriet.  
Östen Mäkitalo var också drivande i arbetet med att ta fram HDTV (High Definition Television) som dagens digital-TV bygger på och vars överlägsenhet gentemot analog teknik demonstrerades på IBC-mässan (International Broadcasting Convention) i Amsterdam 1992. HDTV fick dessutom plats i samma frekvensutrymme som vanliga TV-kanaler. HDTV skapades på Radiolaboratoriet/Telia Research i samarbete med de nordiska TV-bolagen och Televerken.

## Utmärkelser
Östen Mäkitalo tilldelades flera utmärkelser, exempelvis 
- IVA:s guldmedalj 1987[3]
- KTHs stora pris 1994 (delat med Åke Lundqvist och Sven Olof Öhrvik)[4]
- Kungens medalj 2001[5].

Han blev hedersdoktor vid Chalmers tekniska högskola 1991 och valdes in som medlem i Ingenjörsvetenskapsakademien 1993.
Efter Mäkitalos död instiftade Telia Sonera ett pris till hans minne. Stipendiet är på 100 000 kronor och delas ut årligen, vartannat år till en forskare och vartannat år till en entreprenör.

### In memoriam
Den 5 augusti 2011 klockan 0900 UTC hedrades Östen Mäkitalo med en minnessändning med telegrafi på 17,2 kHz ultralångvåg från världsarvet Grimeton Radio/SAQ.